# Fuitina

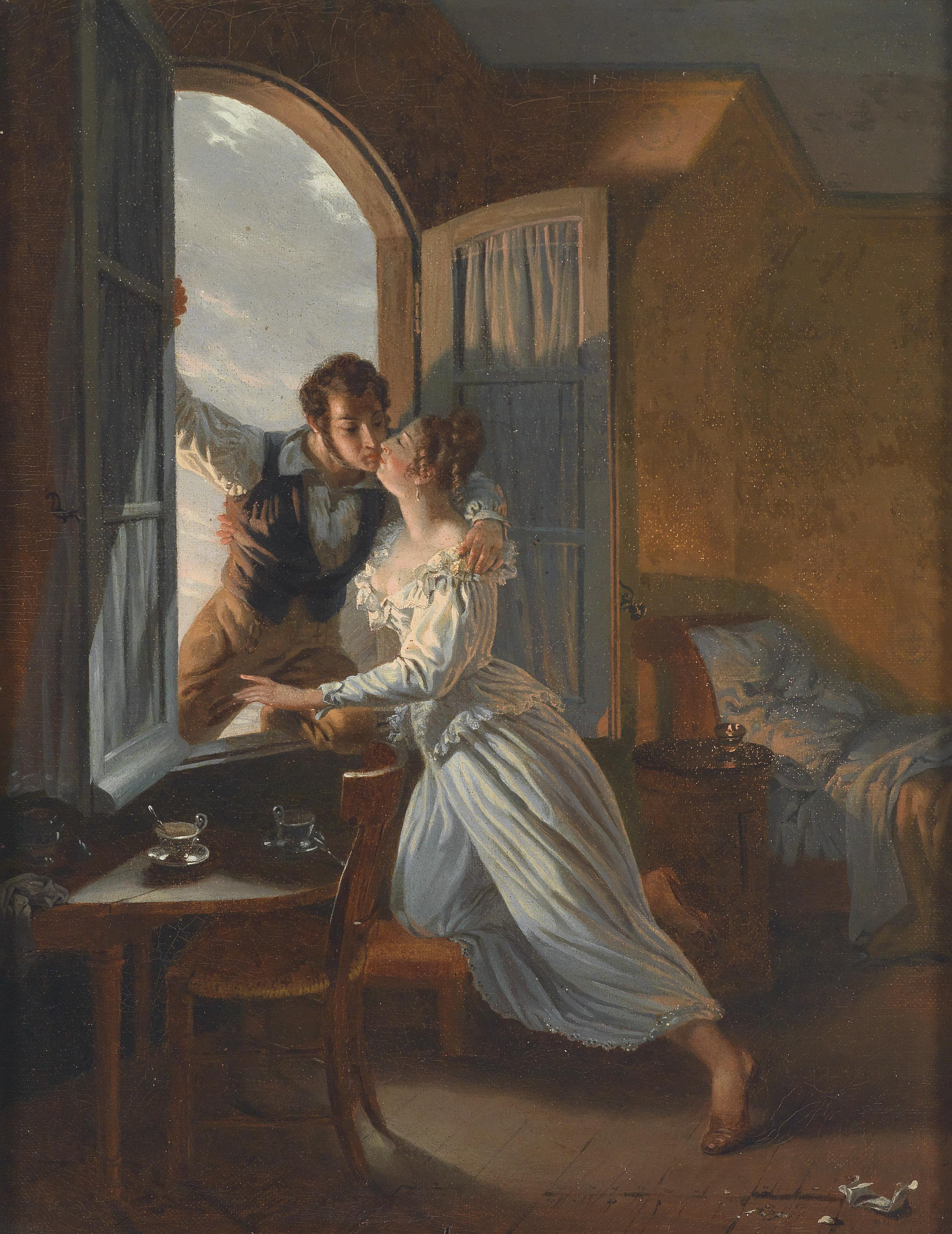
Incontro segreto, di Jean-Baptiste Lecœur (XIX secolo)

La fuitina, regionalismo estratto dal siciliano con il significato di "fuga repentina", identifica l'allontanamento di una coppia di giovani aspiranti coniugi dai rispettivi nuclei familiari di appartenenza, allo scopo di rendere esplicita (o far presumere) l'avvenuta consumazione di un atto sessuale completo, in modo da porre le famiglie di fronte al "fatto compiuto" inducendole a concedere il consenso per le nozze dei fuggitivi.

## Descrizione
Tale fuga prematrimoniale, precedentemente in uso nelle regioni del sud Italia, aveva spesso l'obiettivo di evitare il matrimonio combinato o l'endogamia, ma veniva anche compiuta in accordo con una o entrambe le famiglie dei transfughi, per ragioni economiche. Infatti, in tale frangente, vi era giustificazione alla celebrazione di immediate nozze riparatrici, prive dei rituali e dei costosi ricevimenti di un matrimonio in piena regola. In quest'ultimo caso era spesso la stessa madre della ragazza che favoriva la fuga e preparava la tradizionale truscia, ovvero il fagotto contenente l'occorrente per il periodo di lontananza dei fuggitivi che, generalmente, durava 6-8 giorni.

## Nel diritto
Nel caso in cui uno dei fuggitivi sia maggiorenne, mentre l'altro sia un minorenne che abbia compiuto i 14 anni, verrebbe a configurarsi il reato di "sottrazione di minorenne consenziente" previsto dall'art. 573 del codice penale, perseguibile a querela di parte, che prevede la pena della reclusione fino a due anni, diminuita se il fatto è commesso ai fini di matrimonio e aumentata se è commesso ai fini di libidine.
Le responsabilità penali e civili derivanti da tale disposto sono state applicate ad esempio da una sentenza del Tribunale di Ancona, confermata dalla sentenza n. 43191/04 della Corte di Cassazione. Detta sentenza è stata emessa, nonostante lo stesso sostituto procuratore generale della Cassazione avesse denunciato l'incostituzionalità della norma contenuta nell'art. 573. In merito, la VI sezione penale non ha ritenuto d'interpellare la Corte costituzionale, affermando che la fuitina coinvolgente un minore è tuttora da considerare validamente un atto penalmente illecito.
Vi sono stati casi in cui si è cercato di adombrare l'ipotesi della fuitina al fine di nascondere una più grave circostanza di rilievo penale. Nel 1966, ad esempio, durante il processo per il caso Franca Viola, la difesa del rapitore tentò invano di screditare l'immagine della ragazza, sostenendo che avesse acconsentito ad una fuitina; Franca Viola aveva invece rifiutato il matrimonio riparatore previsto dalle leggi dell'epoca dopo il rapimento e lo stupro.